# Markies van Salisbury
De titel markies van Salisbury werd gecreëerd in 1789 door James Cecil, de eerste markies van Salisbury. Door deze nieuwe titel werd de titel "graaf van Salisbury" opgeheven waardoor James Cecil meteen de laatste graaf van Salisbury was. De meeste dragers van deze titel waren prominent aanwezig in het Britse politieke orgaan. Robert Gascoyne-Cecil (1830-1903) werd drie keer eerste minister van het Verenigd Koninkrijk.
Net zoals de markies van Exeter draagt ook de markies van Salisbury de familienaam Cecil. Beide titels stammen af van William Cecil, de baron van Burghley. Zijn zoon Robert Cecil was de eerste graaf van Salisbury, zijn andere zoon en tevens de halfbroer van Robert, Thomas Cecil, was de eerste graaf van Exeter.

## Graven van Salisbury (1605)
- Robert Cecil, eerste graaf van Salisbury van 1605 tot 1612
- William Cecil, tweede graaf van Salisbury van 1612 tot 1668
- James Cecil, derde graaf van Salisbury van 1668 tot 1683
- James Cecil, vierde graaf van Salisbury van 1683 tot 1694
- James Cecil, vijfde graaf van Salisbury van 1694 tot 1728
- James Cecil, zesde graaf van Salisbury van 1728 tot 1780
- James Cecil, zevende en laatste graaf van Salisbury van 1780 tot 1789, de oprichting van de markies van Salisbury

## Markiezen van Salisbury (1789)
- James Cecil, eerste markies van Salisbury van 1789 tot 1823
- James Gascoyne-Cecil, tweede markies van Salisbury van 1823 tot 1868
- Robert Gascoyne-Cecil, derde markies van Salisbury van 1868 tot 1903
- James Gascoyne-Cecil, vierde markies van Salisbury van 1903 tot 1947
- Robert Gascoyne-Cecil, vijfde markies van Salisbury van 1947 tot 1972
- Robert Gascoyne-Cecil, zesde markies van Salisbury van 1972 tot 2003
- Robert Gascoyne-Cecil, zevende markies van Salisbury van 2003 tot heden